# Florin Granwehr

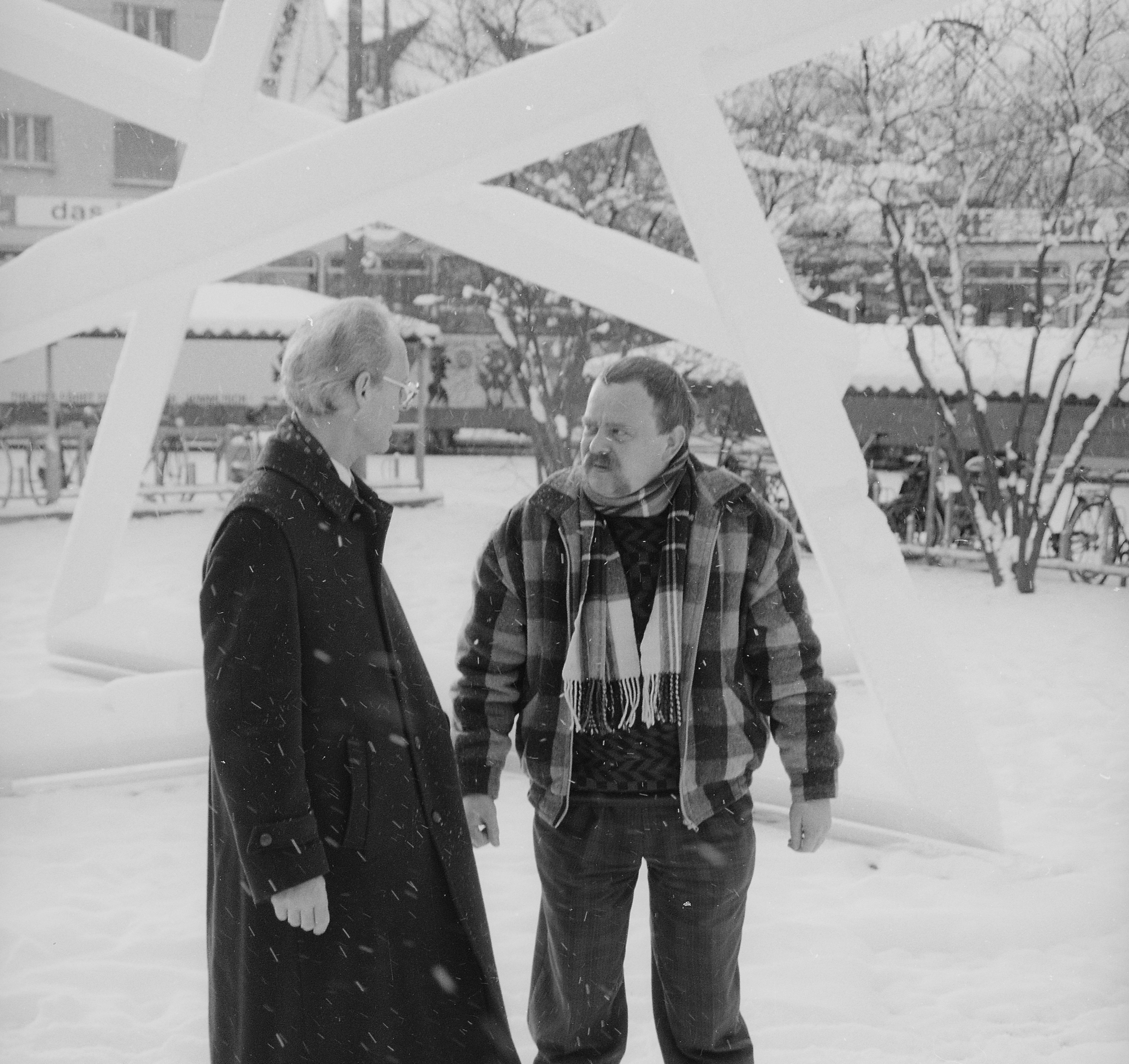
Florin Granwehr, rechts, vor seiner Plastik 1ːX in Wabern (1988)

Florin Granwehr, auch Othmar August Granwehr (geboren am 18. Februar 1942 in St. Gallen; gestorben am 23. August 2019 in Zürich), war ein Schweizer Bildhauer. Bekannt wurde er durch seine vielen Plastiken im öffentlichen Raum.

## Leben

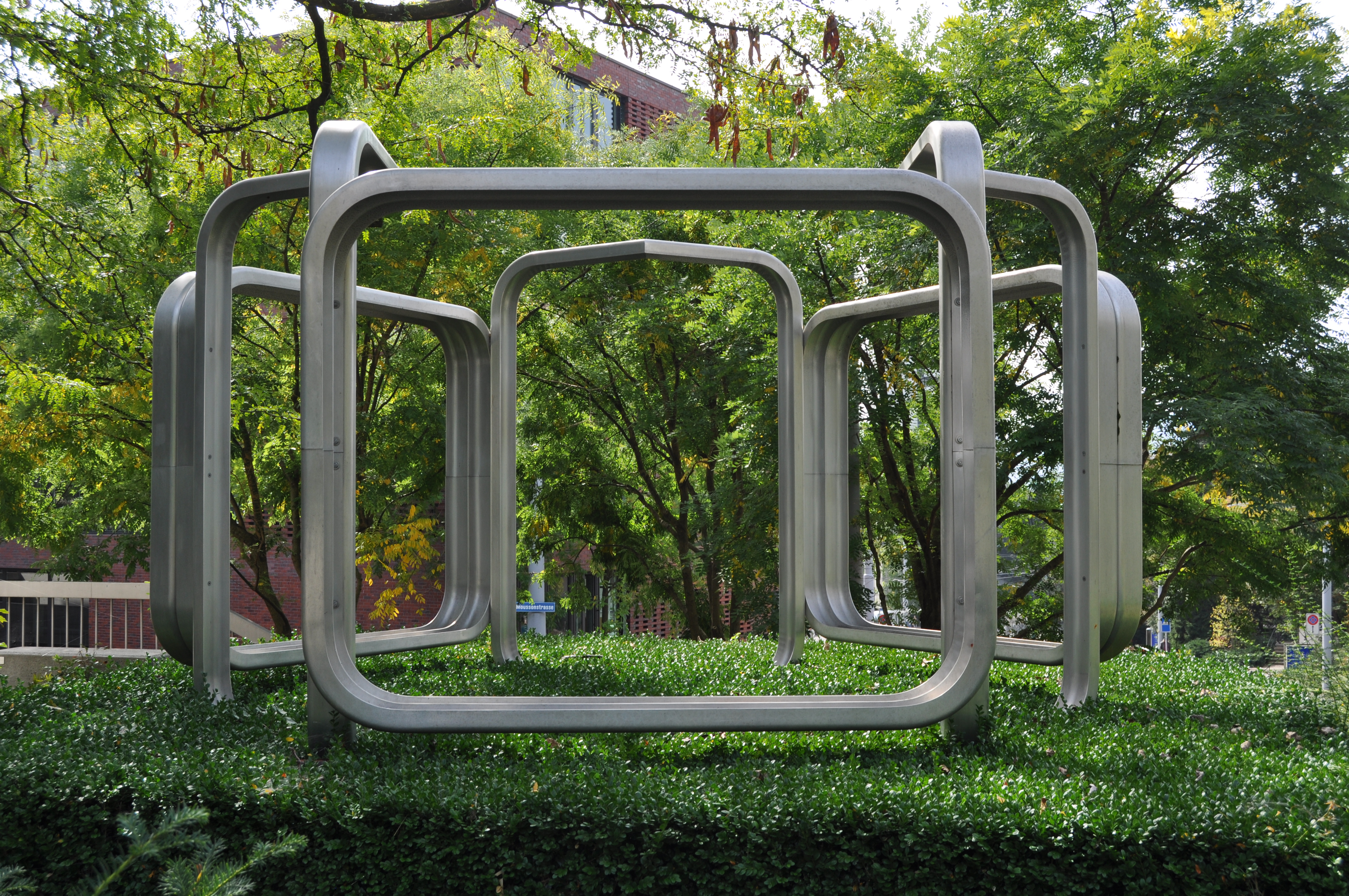
Zelle mit Anschluss, Zürich Fluntern, 1974

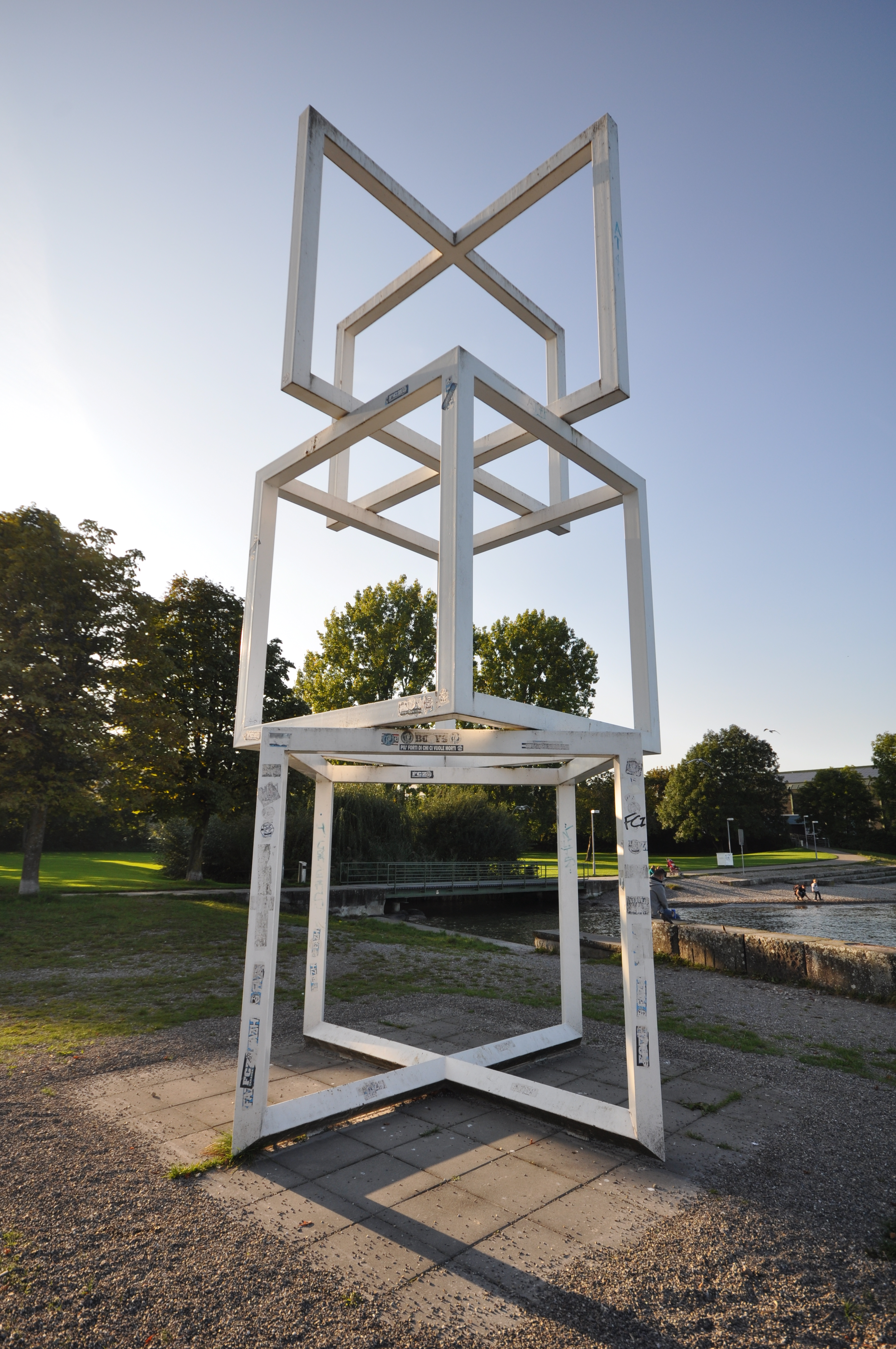
Axiomat in Zürich Wollishofen, 1990

Florian Granwehr besuchte das Gymnasium in St. Gallen. Nach seiner Matura studierte er zuerst Rechtswissenschaften von 1962 bis 1963 und Kunstgeschichte von 1964 bis 1967. Er schloss seine Studien nicht ab, sondern widmete sich parallel dazu der handwerklichen Ausbildung zum Gemälde- und Plastikrestaurator (1963 bis 1966). In diesem Beruf arbeitete er an verschiedenen Orten wie beispielsweise in Chardonne, Florenz und Prag. Seine ersten plastischen Arbeiten aus Stuckmasse, Gips oder Karton, die teilweise bereits in Bronze gegossen wurden, erarbeitete er ab 1967. 1969 zog er in die Stadt Zürich. Granwehr ging nochmals nach Prag und arbeitete dort mit einem Flugzeugspengler zusammen. Die Zeit in Prag markiert einen Übergang in seinem Kunstschaffen, und er wurde inspiriert, um in Zukunft mit Aluprofilen und Kunststoffrohren zu arbeiten.  Er wendete sich in Folge vermehrt der Erarbeitung von Grossplastiken zu. Es entstanden beispielsweise die «Situationsbrücke» (1971) und die «Zelle mit Anschluss» (1974). Seine Kunst konnte er zum ersten Mal zusammen mit Marguerite Hersberger 1976 im Kunsthaus Zürich ausstellen. Zwischen 1980 und 2007 schuf Granwehr für die Schweiz und Italien (Venedig) 22 Kunstwerke im öffentlichen Raum oder als Kunst am Bau. Die grösste Plastik «Transeunt» wurde 2005 vor dem Kantonsspital Zürich realisiert. 1988 stellte Granwehr im Helmhaus Zürich aus. Weitere Einzelausstellungen hatte er 1996 im Haus Konstruktiv sowie 1998 bis 1999 in der Kunsthalle Winterthur. Granwehr starb 2019 mit 77 Jahren in Zürich.

## Stipendien, Kunstbeiträge und Preise
- 1967: Stipendium für bildende Kunst der Stadt Zürich
- 1969: Stipendium für bildende Kunst der Stadt Zürich
- 1972: Studien- und Werkbeiträge des Kantons Zürich
- 1973: Conrad-Ferdinand-Meyer-Preis
- 1974: Studien- und Werkbeiträge des Kantons Zürich
- 1974: Eidgenössisches Kunststipendium
- 1975: Stipendium für bildende Kunst der Stadt Zürich
- 1980: Studien- und Werkbeiträge des Kantons Zürich
- 1980: Eidgenössisches Kunststipendium
- 1981: Eidgenössisches Kunststipendium

## Werke
| Jahr      | Werk                | Standort                                                          | Ortschaft/Gemeinde | Anmerkungen, Einzelnachweise                                           |
| --------- | ------------------- | ----------------------------------------------------------------- | ------------------ | ---------------------------------------------------------------------- |
| 1971      | Situationsbrücke    |                                                                   |                    |                                                                        |
| 1974      | Zelle mit Anschluss | Hörsaal Häldeliweg, UZH, Häldeliweg 2                             | Zürich             | 2002 Reduktion und neue Figuration der Elemente, neu an Aussenstandort |
| 1979      | Pipo                | EPFL                                                              | Ecublens           | [ 4 ]                                                                  |
| 1984      | Raumwandler         | Universität Irchel                                                | Zürich             | [ 5 ]                                                                  |
| 1985–1994 | Raumnaht – Nahtraum | Universitätsspital Zürich, Spöndlistrasse 9 (Frauenklinikstrasse) | Zürich             | [ 5 ]                                                                  |
| 1988      | Ding 1ːX            | Swisstopo, Wabern                                                 | Köniz              |                                                                        |
| 1990      | Axiomat             | Schifflände Wollishofen                                           | Zürich             | Restauriert 2006/2007, 2021                                            |
| 1999      | Angulon             | Bezirksgebäude, Badenerstrasse                                    | Zürich             | [ 5 ]                                                                  |
| 2005      | Transeunt           | Universitätsspital Zürich, Plattenstrasse 10 (Freiestrasse)       | Zürich             | [ 5 ]                                                                  |